# Плопень (Констанца)
Плопень, Плопені (рум. Plopeni) — село у повіті Констанца в Румунії. Входить до складу комуни Кірноджень.
Село розташоване на відстані 175 км на схід від Бухареста, 43 км на південний захід від Констанци.

## Населення
За даними перепису населення 2002 року у селі проживали 1246 осіб, з них 1244 особи (99,8%) румунів. Рідною мовою 1245 осіб (99,9%) назвали румунську.